# 贡德维尔
贡德维尔（法語：Gondeville，法語發音：[ɡɔ̃dvil]）是法国夏朗德省的一个市镇，属于干邑区。2019年，贡德维尔与市镇曼克斯合并为新市镇曼克斯-贡德维尔，贡德维尔为新市镇行政中心。

## 地理
贡德维尔（45°40'16"N, 0°9'2"W）面积5.46 平方千米，位于法国新阿基坦大区夏朗德省，该省份为法国西部内陆省份，北起德塞夫勒省和维埃纳省，东临上维埃纳省，东南至多尔多涅省，南至多爾多涅省，西接滨海夏朗德省。
与贡德维尔接壤的市镇（或旧市镇、城区）包括：雅纳克、曼克斯、圣梅姆莱卡里耶尔、特里亚克-洛特赖。
贡德维尔的时区为UTC+01:00、UTC+02:00（夏令时）。

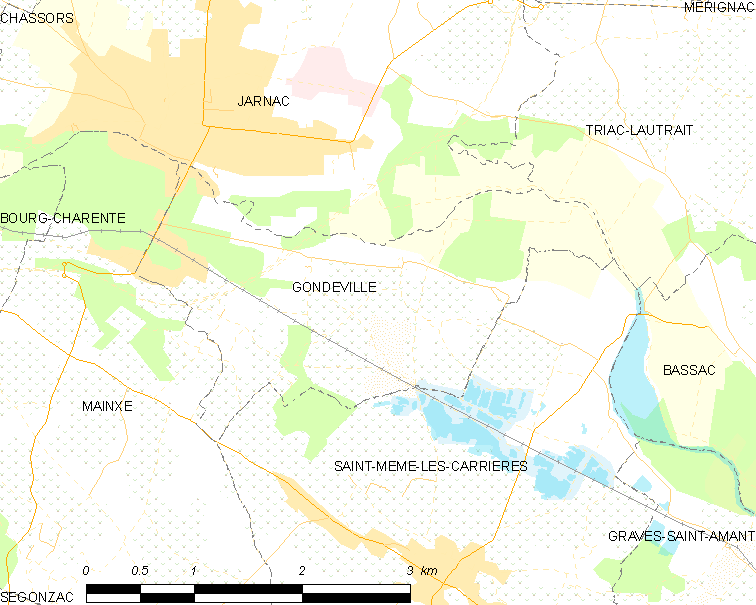
贡德维尔的OSM定位图

## 行政
贡德维尔的邮政编码为16200，INSEE市镇编码为16153。

## 政治
贡德维尔所属的省级选区为雅纳克县。

## 人口

1962-2008年间贡德维尔人口变化图示

贡德维尔于2018年1月1日时的人口数量为499人。